# Rue Chambiges
La rue Chambiges est une voie du 8e arrondissement de Paris.

## Situation et accès
Située dans le quartier François-Ier, elle commence au 10, rue du Boccador et se termine au 5, rue Clément-Marot.
Elle est proche de la station Alma-Marceau, où circulent les trains de la ligne 9.

## Origine du nom

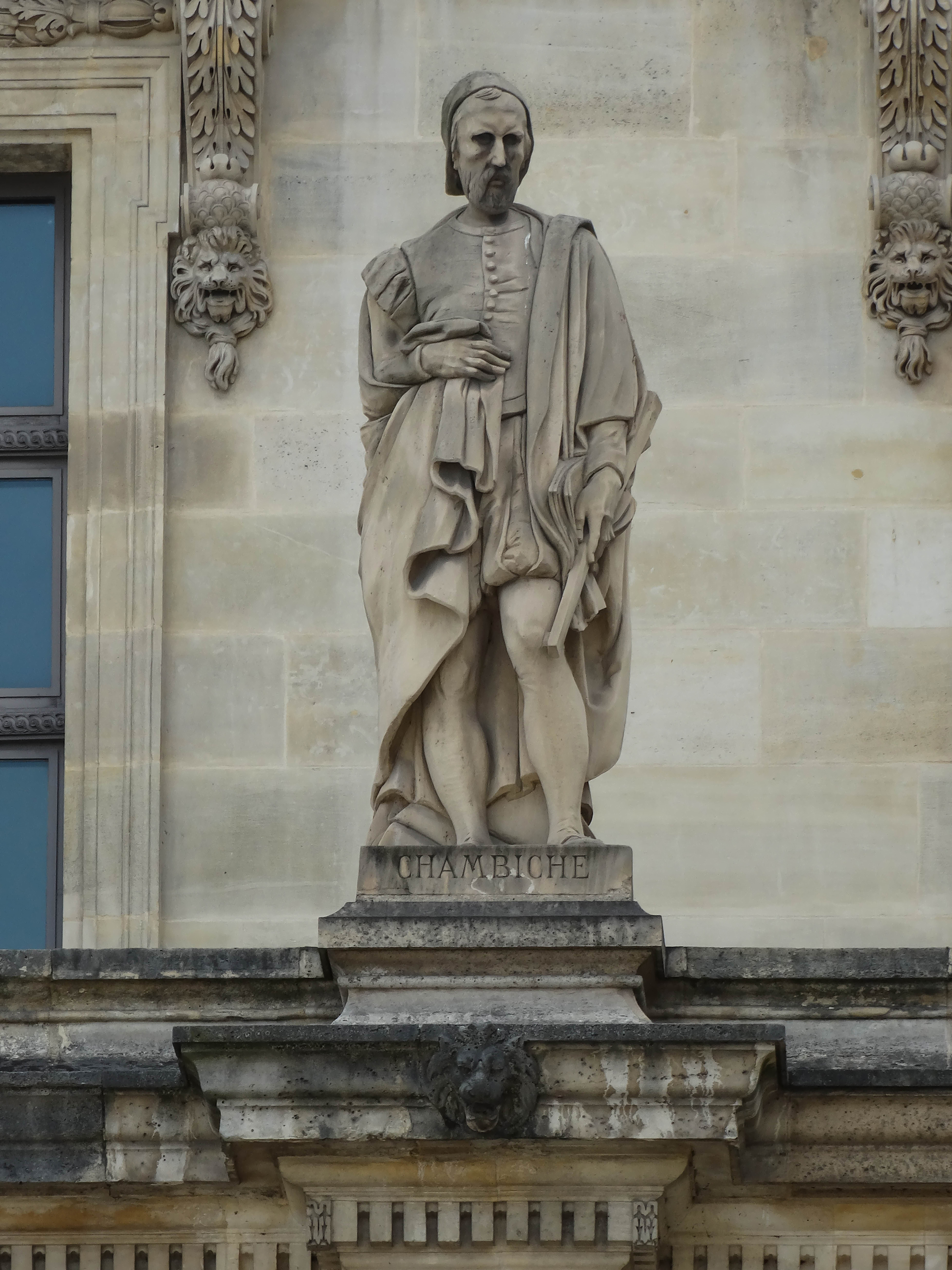
Pierre Chambiges, statue de Jules-Antoine Droz.

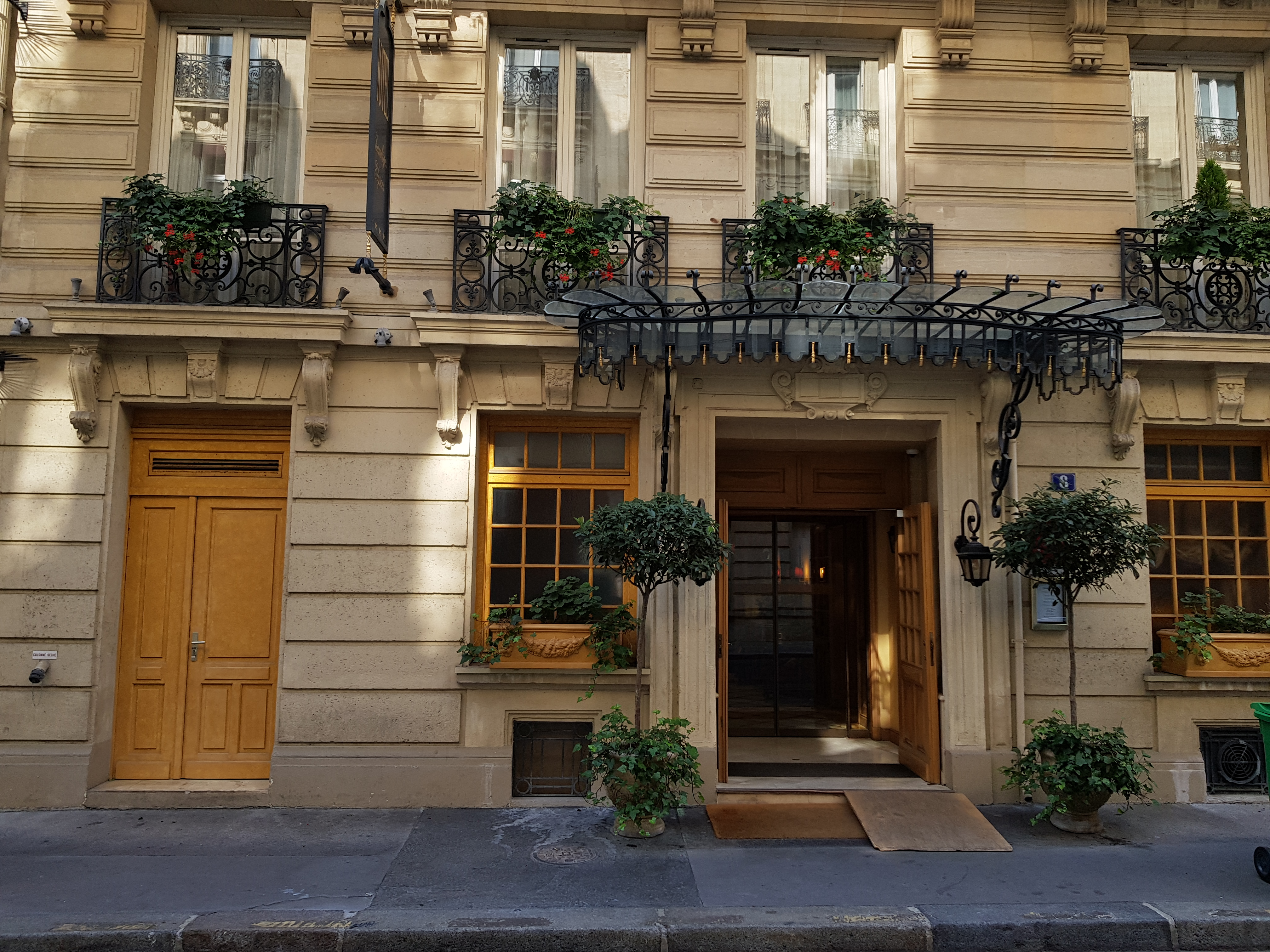
Hôtel au no 8.

Elle porte le nom de Pierre Chambiges († 1544), maître des œuvres de maçonnerie et pavement de la Ville, l'un des architectes du Louvre.

## Historique
Cette voie ouverte 1883 prend sa dénomination actuelle par un arrêté du 30 août 1884 et est classée comme voie publique de la voirie de Paris par un décret du 28 octobre 1886.

## Bâtiments remarquables et lieux de mémoire
- Nos 2 à 10 : immeubles de rapport réalisés vers 1886 par l’architecte Paul-Casimir Fouquiau[1].

### Habitants célèbres
- Eddie Barclay (1921-2005), producteur de musique[2].
- Henry Gauthier-Villars (1859-1931) dit Willy, homme de lettres, mari de Colette (no 6)[3].
- Régine (1929-2022), chanteuse, actrice et femme d'affaires française[4].
- Alain Delon (1935-2024), acteur, producteur, réalisateur et homme d'affaires français[5].

#### Habitant de fiction
- Le domicile parisien d'André Jœuf dans Que les gros salaires lèvent le doigt ! est situé rue Chambiges.

### Sources
- André de Fouquières, Mon Paris et ses Parisiens, vol. 1, Paris, Pierre Horay, 1953.
- Félix de Rochegude, Promenades dans toutes les rues de Paris. VIIIe arrondissement, Paris, Hachette, 1910.